# Mare de Déu de la Pietat d'Arbúcies
La Mare de Déu de la Pietat d'Arbúcies és una obra historicista d'Arbúcies (Selva) inclosa a l'Inventari del Patrimoni Arquitectònic de Catalunya.

## Descripció
La capella de la Pietat és un edifici de planta de creu grega amb diverses dependències adossades. De la façana principal, cal destacar la porxada amb cinc arcs de mig punt sostinguda per columnes clàssiques, amb capitells decorats, i volta per aresta romana. La porta central està emmarcada en pedra amb arc de mig punt i és de fusta treballada. Per damunt del porxo hi ha un petit cos amb teulada a dues vessants i acabat amb un frontó, a la paret hi ha una fornícula de pedra amb la imatge de la verge de la Pietat i Crist als braços. Per darrere d'aquest, la nau central també acaba amb un frontó molt més gran. El punt mig de l'església, el creuer, està cobert per una cúpula en el tambó de la qual hi ha petites obertures circulars que donen llum al temple, així com la rosassa de la façana posterior i les altres dues als extrems de la nau transversal. Damunt la cúpula s'aixeca una petita torreta circular, una llanterna, de vidre blau i blanc, que també dona llum a l'interior.
A l'interior, l'estructura de creu grega és molt clara, es tracta d'una nau amb un creuer molt marcat i presbiteri prolongat a fi de donar lloc al cambril. Hi ha també el cor, als peus de la capella, amb una barana d'obra. Les parets estan pintades de blanc i els detalls ornamentals com pilastres, capitells, motllures, cornises i petits relleus com caps d'angelests o motius florals, són ressaltats amb un to vermellós.
Pel que fa a la decoració, la imatge de la pietat presideix l'església, situada al fons de la nau, dins el cambril des del qual s'hi accedeix a través d'unes esclales a banda i banda de l'altar major. La Verge es troba elevada i emmarcada per una estructura de pilastres i frontó daurada. L'escultura feta en talla és obra de l'escultor barceloní Rafael Solanich, realitzada l'any 1942.
A les parets de l'església hi ha petits mosaics en ceràmica de reflexos metàl·lics, que representen diverses escenes de la vida de Crist i la Verge. Estan flanquejades per dos gerros en relleu, com si decoressin el damunt d'una porta simulada, amb cornisa i mènsules allargades. Aquestes majòliques que ornen l'interior de la capella són d'autor desconegut. En total hi ha vuit escenes: 1. Simeó anuncia a Maria que una espasa atrevessarà el seu cor (Lc 2, 35); 2. Fugida de Maria a Egipte per salvar el nen Jesús d'Herodes (Mt 2, 13-14); 3. Maria i Josep cerquen Jesús que els ha deixat per quedar-se al temple (Lc 2, 48-50); 4. Jesús pujant al calvari, troba la seva mare; 5. Mari al peu de la creu on morí el seu Fill (Jn 19, 25-27); 6. Soledat de Maria després de la sepultura de Jesús; 7. Troballa, segons la tradició, de la imatge de la Pietat; i 8. Culte constant a la capella. Jaume Marquès i Casanovas havia escrit per cada majòlica una explicació en quatre hexàmetres llatins que havia de figurar als espais reservats, emmarcats per motllures decorades, sota de cada una de les representacions.
De l'altar major són notables els relleus en alabastre que representen moments del culte eucarístic, obra de l'escultor Alabert, que daten igualment del 1956.

## Història

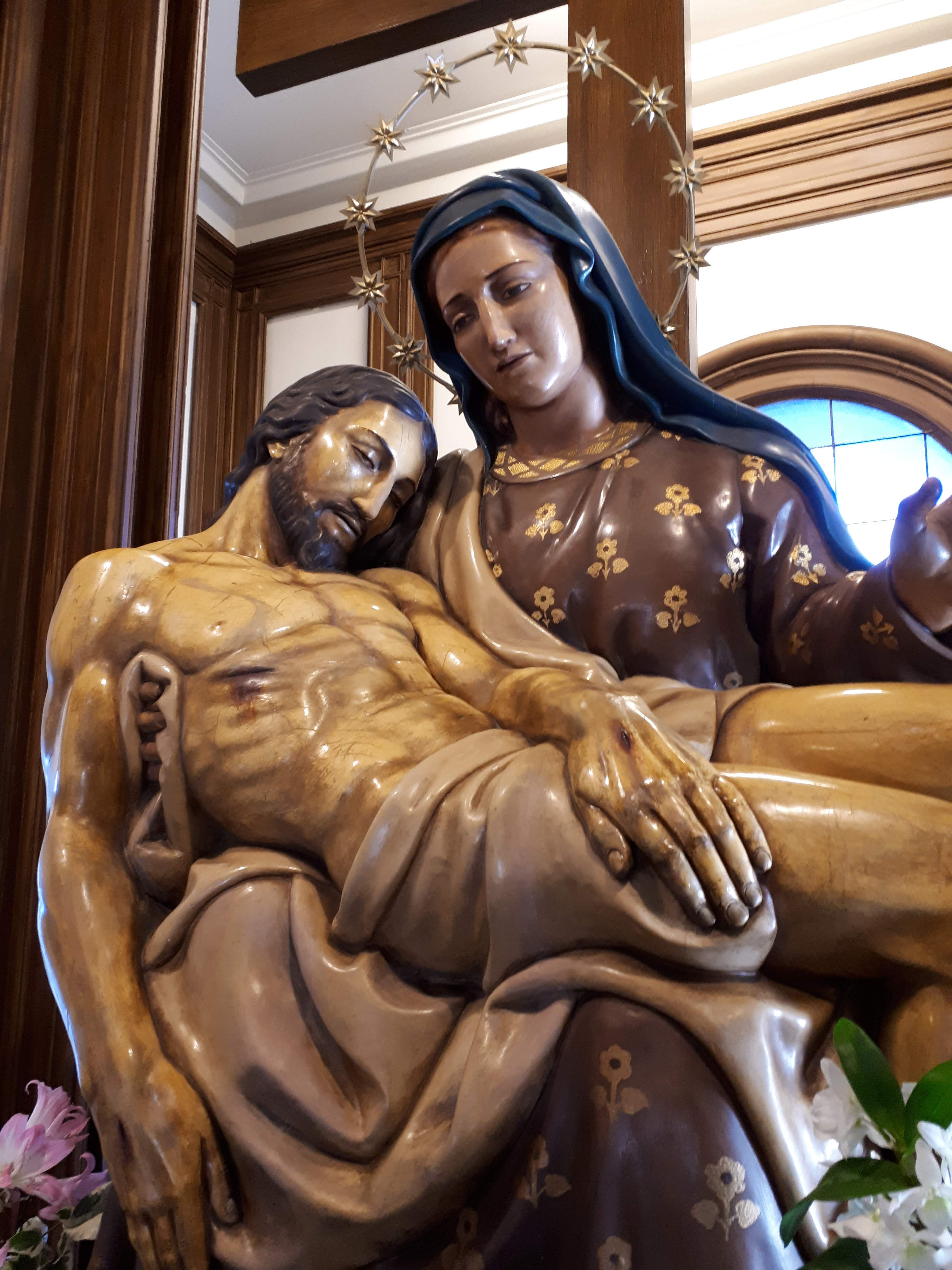
La Pietat. R Solanich (1942)

Les referències més antigues de la capella són de l'any 1527 i 1552, trobades en un testament. Des del segle xvi es té una especial devoció a la capella. El bisbe acostumà a visitar-la des de 1544. El 1580 feu constar a les corresponents actes, que hi havia un retaule bellíssim, avui desaparegut.
L'edifici de la Mare de Déu de la Pietat va ser erigit l'any 1717. L'any 1785 es va ampliar amb l'edificació d'un cambril i d'una sagristia. El 1809 va ser saquejada pels francesos i poc després es va renovar l'ornamentació. L'altar major el feu daurar poc abans del 1859 el rector Pere Nogareda. A redós de la capella va néixer una societat de socors mutus el 1851, s'anomenà Confraria de la Pietat i es fomentava la devoció i el culte a la Verge i l'ajut solidari entre els confrares en cas de malaltia.
Malauradament, durant la Guerra Civil, el 1936, l'edifici fou incendiat, en restaren en peu només les parets però pel mal estat, l'ajuntament, propietari del solar per donació que n'havia rebut el 1922, les va fer enderrocar. Va ser el nou rector, mossèn Llorenç Costa qui acostumà a celebrar missa per l'aplec al solar on hi havia hagut la capella, d'aquesta manera va fer créixer el desig per refer-la, i així, la junta de resconstrucció, presidida pel rector Costa, considerà encomanar el projecte a l'arquitecte Bartomeu Llongueres Galí, qui, una dècada després, va reconstruir la capella. El 20 d'agost de 1944 es va col·locar la primera pedra de l'actual Capella de la Pietat i les obres varen durar set anys, amb data d'inauguració el setembre del 1951. L'altar major el consagrà el bisbe Josep Cartañà, el 1956, llavors s'inaugurà també el cambril. La devoció popular d'Arbúcies a La Pietat es manifesta amb les moltes oracions i Goigs que té dedicats, com els últims escrits pel poeta mossèn Pere Ribot i musicats per mossèn Frederic Pujol.